# Гандхара
Гандхара́, або Ґандгара, чи Гандгара (також Гандар, Гхандара, Чандахара; пушту: ګندهارا) — історична область і назва стародавнього царства, яке простягалось від східного Афганістану до північно-західного Пакистану. Гандхара зосереджена навколо південної частини долини річки Кабул. На сході вона простягається за межі річки Інд і включає в себе граничні області долини Кашміру. Історична столиця — місто Таксила.

## Географія
Народ гандхарців за часів Вед проживав на півдні річки Кабул аж до її злиття з Індом. Пізніше гандхарці перетнули Інд і вторглися в північно-західний Пенджаб. Гандхара перебувала на північному гірському шляху (Уттарапатха), в самому центрі зв'язків Індії з Іраном і Середньою Азією.

## Рання історія
Під час правління іранської імперії Ахеменідів в Гандхарі поширюється буддизм.
У 349 році до н. е.. в Хадді — головному місті афганської частини Гандхари, поруч із сучасним Джелалабадом, послідовники махасамґіка заснували монастир Нагара Віхар, принісши з собою реліквію — частину тім'яної кістки Будди.
У 330 році до н. е. Александр Македонський завоював велику частину імперії Ахеменідів, включаючи Бактрію і Гандхару. Він терпимо ставився до релігійних традицій цих регіонів, і з цього можна зробити висновок, що в першу чергу його цікавили військові перемоги. Його послідовники заснували династію Селевкідів. Однак у 317 році до н. е. індійська династія Маур'їв відвоювала Гандхару у Селевкідів. Таким чином, територія Гандхари мала незначний елліністичний вплив.
Імператор Ашока Мауро (роки правління 273—232 до н. е.) був покровителем буддизму традиції тгеравада. В кінці свого правління він відправив місію тгеравади на чолі з Махараккхітою в Гандхару. До самого Кандагара на півдні країни ця місія зводила «Колони Ашоки» з висіченими на них законами, заснованими на буддійських принципах. Завдяки подібним місіям на території Афганістану з'явилися прихильники тгеравади.

## Греко-Бактрійське панування

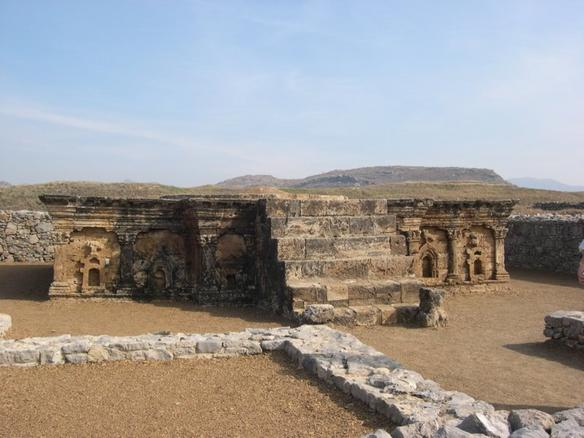
Таксіла

У 239 році до н. е. місцева грецька знать Бактрії повстала проти правління Селевкідів і домоглася незалежності. У наступні за цією подією роки вони завоювали Согдіану і Кашмір і заснували Греко-Бактрійське царство. У 197 році до н. е. греко-бактрійці відвоювали Гандхару у Маур'їв. Через подальшу тісну взаємодію грецької і індійської культур, еллінський стиль сильно вплинув на буддійське мистецтво, а саме на манеру зображення людських форм і на драпіровку убрань.

## Правління Кушан

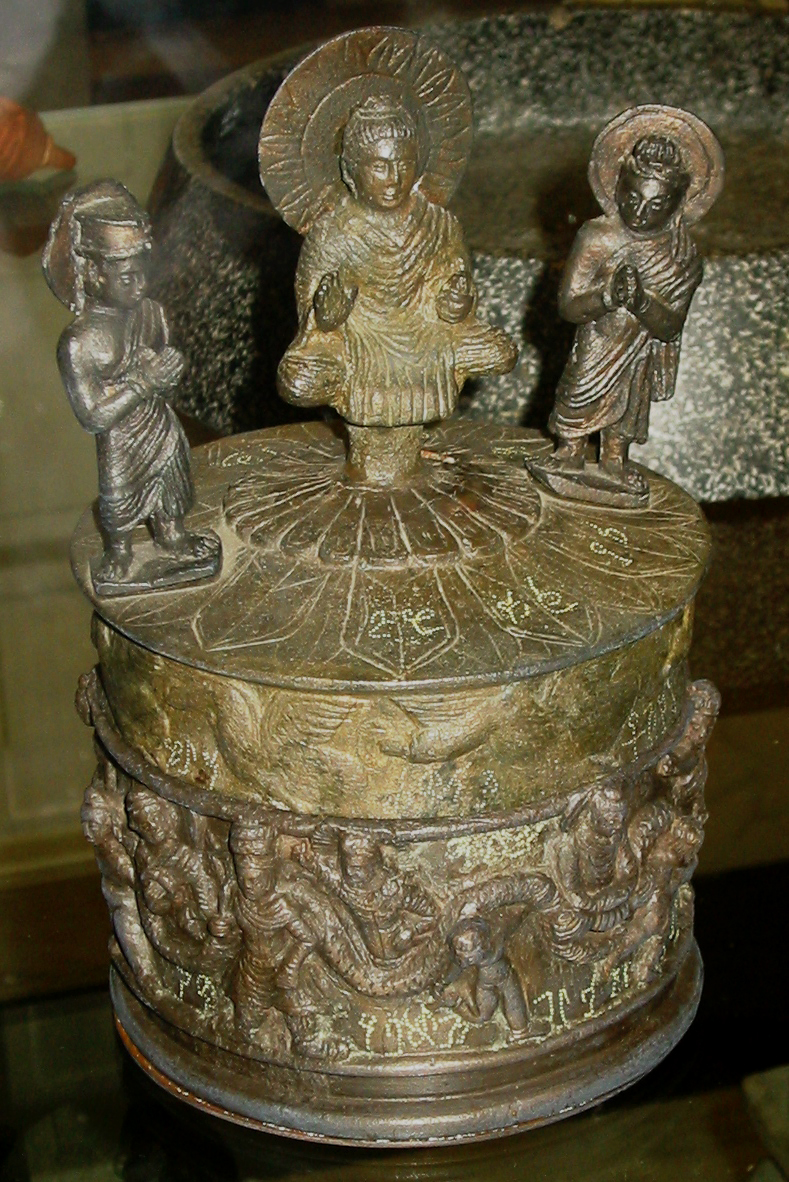
Шкатулка Канішки. Британський музей.

Спочатку саки відвоювали у греко-бактрійців Согдіану, а потім, в 139 році до н. е., у часи правління царя Менандра I, захопили також і Бактрію. Поселившись на відвойованої території, вони теж прийняли буддизм. Це було початком династії Кушан, яка з часом поширила свій вплив в Кашмір, Гандхару, північний Пакистан і північно-західну Індію.

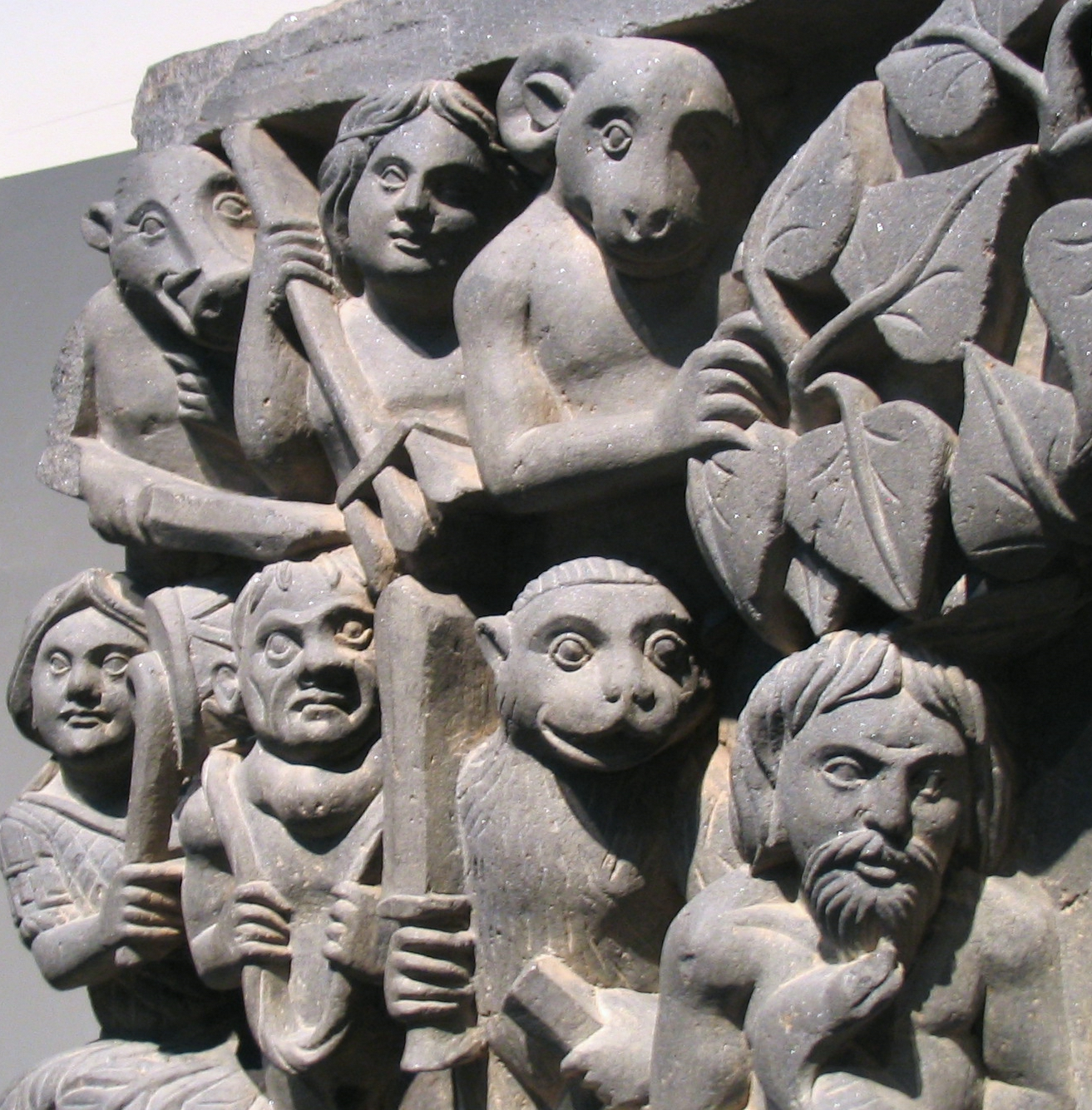
Чотири сцени з життя Будди. Велика ступа з Гандхари періоду Кушанської династії.

Найбільш відомим Кушанським царем був Канішка I (роки правління 127 — 147 н. е.), чия західна столиця розташовувалася в Капіса, який протегував буддизму. Головний монастир міста Балх, Нава Віхар, незабаром став центром вищої буддійської освіти у всій Центральній Азії, який можна порівняти з монастирем Наланда в центральній частині північної Індії. В Нава Віхар особливу увагу приділяли вивченню «Абхідхарми» Сарвастівади. У монастир приймалися тільки ченці, які вже склали тексти на цю тему. Оскільки в Нава Віхар зберігалася реліквія — зуб Будди, монастир також був одним з головних центрів паломництва на Великому шовковому шляху з Китаю до Індії.
У Балху приблизно в 600 році до н. е. народився Заратуштра (Зороастр). Це місто стало священним містом зороастризму — іранської релігії, що сформувалася на основі учення Зороастри, в якій особливу роль відігравало шанування вогню. Канишка слідував греко-бактрійській політиці релігійної терпимості. Таким чином, буддизм і зороастризм мирно співіснували в Балху, здійснюючи взаємний вплив.
У 226 році н. е. перська імперія Сасанідів повалила Кушанське панування на території Афганістану. Будучи затятими прихильниками зороастризму, Сасаніди терпимо ставилися до буддизму і дозволили будівництво нових буддійських монастирів.

## Білі гуни і тюркські шахи
На початку V століття білі гуни, відомі в грецьких джерелах як ефталіти, а в індійських — як турушкі, відвоювали у Сасанідів велику частину територій колишніх Кушан, включаючи територію Афганістану. Спочатку білі гуни були прихильниками своєї власної релігії, що нагадувала зороастризм. Проте незабаром гуни стали затятими прихильниками буддизму. Ханський паломник із Китаю Фасянь, що подорожував їхньою територією в період між 399 і 414 роками н. е., повідомив про процвітання декількох хинаянських шкіл. Але в 515 році цар білих гунів Міхіракула почав коротке, але руйнівне переслідування буддизму. Його війська мали намір знищити чотирнадцять сотень монастирів. Найбільше постраждали рівнини Гандхари, Кашміру і північний захід Індії, тобто центри його влади. Він зруйнував монастирі і вбив багато ченців у північно-західній Індії, Гандхарі і особливо в Кашмірі. Його син повністю змінив цю політику і побудував у всіх цих регіонах нові монастирі.
Західні тюрки, прийшовши з півночі території Західного Тюркського каганату, зайняли в 560 році західну ділянку середньоазіатської частини Великого шовкового шляху. Вони повільно поширилися в Бактрію, витісняючи тюркських шахів далі на схід у Нагарахару. Багато вожді західних тюрків перейняли буддизм у місцевого населення і в 590 році побудували новий буддійський монастир в Капіса. В 622 році правитель західних тюрків каган Тонгшіху офіційно прийняв буддизм під керівництвом Прабхакарамітри, монаха з північної Індії.

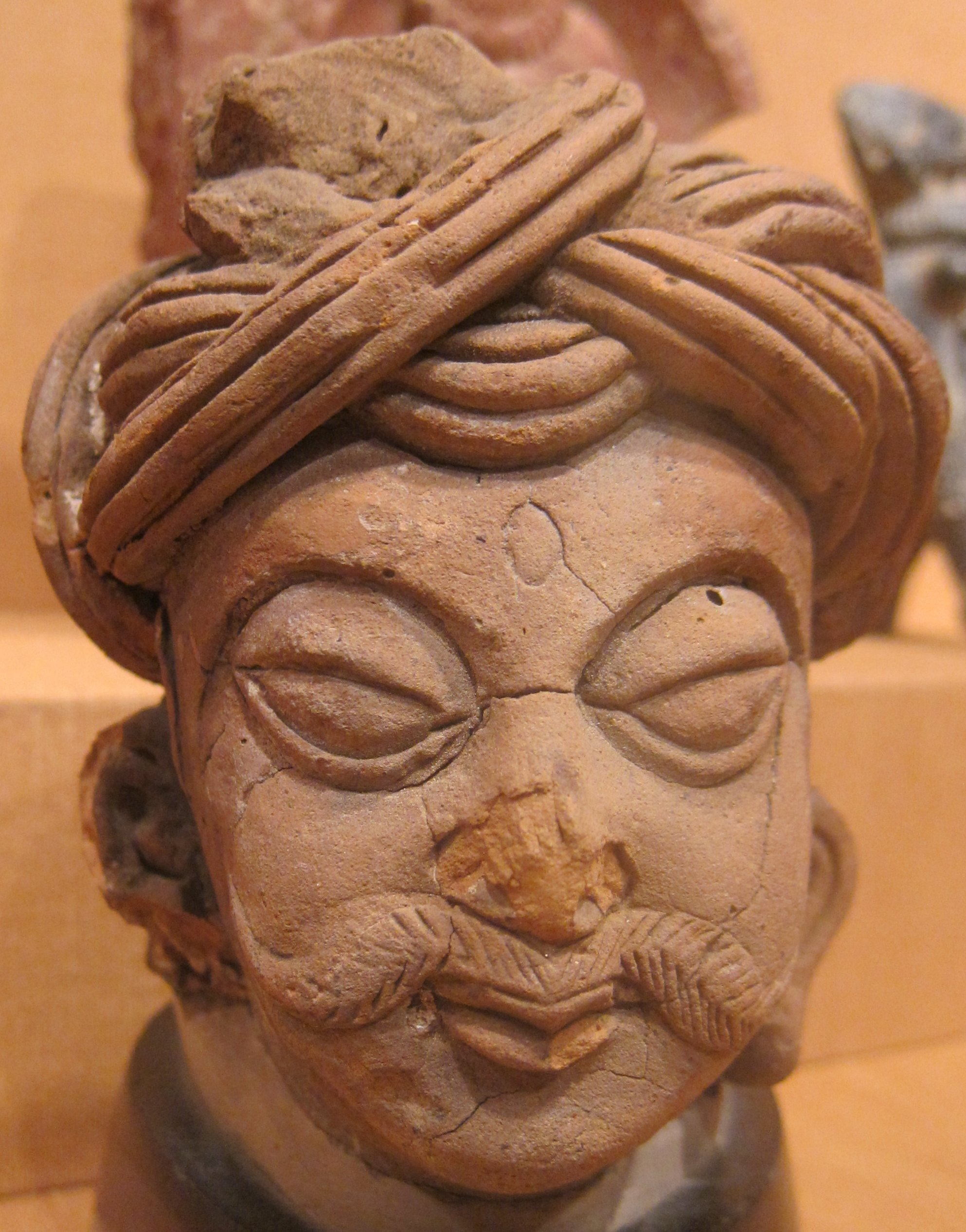
Чоловіча голова, Гуптський період, 5-6 століття, теракота

Приблизно в 630 році ханський паломник з Китаю Сюаньцзан по шляху до Індії відвідав землі, які займали західні тюрки. Він свідчив про процвітання буддизму в Бактрійській частині їх імперії, особливо в Балх, в монастирі Нава Віхар. Він згадав не тільки про освіту в монастирському університеті, а й про прекрасні статуї Будди, які були задрапіровані в шовкові шати і прикрашені дорогоцінними орнаментами відповідно до місцевих зороастрійських звичаїв.
В пенджабському районі Гандхари створювалося враження, що територія не відновилася в повній мірі після гонінь на буддизм, що мали там місце більш ніж століття тому за царя Міхіракула. Хоча монастир Нагара Віхар був одним з найбільш священних паломницьких місць буддійського світу, Сюаньцзан повідомив про те, що монахи тут розбещені і беруть із паломників по золотій монеті за кожен погляд на реліквію. Крім того, він повідомив про те, що в усьому регіоні немає центрів освіти.
Після того, як араби розгромили перських Сасанідів і в 661 році заснували омеядський халіфат, що правив Іраном і здебільшого Середнього Сходу, вони у 663 році напали на Бактрію, яка на той час була відвойована тюркськими шахами у західних тюрків. Омеядський війська захопили територію навколо Балха, включаючи монастир Нава Віхар, змусивши тим самим тюркських шахів відступити в Кабульський долину.
На завойованих землях араби дозволяли послідовникам немусульманських релігій дотримуватися своєї віри, якщо ті мирно визнавали арабське панування і платили подушний податок (араб. джизья). Хоча деякі бактрійські буддисти і навіть настоятель монастиря Нава Віхар звернулися в іслам, більшість буддистів цього регіону прийняли статус зіммі — лояльних, які не сповідували мусульманську релігію підданих ісламської держави, але користувалися правом захисту життя і майна. Монастир Нава Віхар залишався відкритим і чинним. Китайський паломник  Їцзін відвідав Нава Віхар в 680-х роках і повідомив про те, що монастир процвітає як центр навчання традиції Сарвастівада.
На початку VIII століття омеядський арабський письменник аль-Керману детально описав монастир Нава Віхар, цей опис збереглося у праці X століття «Книга країн» (араб. «Кітаб ал-Булдан») автора аль-Хамадані. Аль-Керману описав монастир у зрозумілій для мусульман формі, провівши аналогію з Каабою в Мецці — самим священним місцем ісламу. Він писав про те, що в головному храмі в центрі є кам'яний куб, покритий тканиною, і що віруючі здійснюють навколо нього ритуальні обходи.
Тибетський союз
У 680 році в Іраку Хусейн здійснив безуспішну спробу повстання проти Омеядів. Цей конфлікт відвернув увагу арабів від Центральної Азії і послабив контроль Омеядів над цією територією. В 705 році, скориставшись ситуацією, тибетці утворили союз з тюркським шахом Тегіном, і спільно зробили безуспішну спробу вибити війська Омеядів із Бактрії. В 708 році принц тюркських шахів Назактар-хан успішно вигнав Омеядів і встановив в Бактрії та Гандхарі фанатичні буддистські правила. Він навіть обезголовив колишнього настоятеля монастиря Нава Віхар, який прийняв іслам.
У 715 році арабський генерал Кутайба відвоював Бактрію у тюркських шахів та їх тибетських союзників. Як покарання за бунт, він завдав серйозної шкоди монастирю Нава Віхар. Багато ченців втекли на схід — в Хотан і Кашмір, сприяючи там самим розвитку буддизму на цій території.
Монастир Нава Віхар швидко відновився і незабаром став функціонувати, як і колись, що говорить про те, що руйнування мусульманами буддійських монастирів в Бактрії не були мотивовані релігійними причинами. Монастирям дозволили процвітати. Їх головною метою була економічна експлуатація, і тому вони стягували подушний податок з буддистів і податок на паломництво з відвідувачів священних об'єктів.

## Правління Аббасидів
У 750 році арабська фракція знищила омеядський халіфат і заснувала династію Аббасидів. Вони підтримували контроль над північною Бактрією. Аббасиди не тільки продовжили політику дарування місцевим буддистам статусу зіммі, а й виявляли значний інтерес до чужої культури, особливо до індійської.

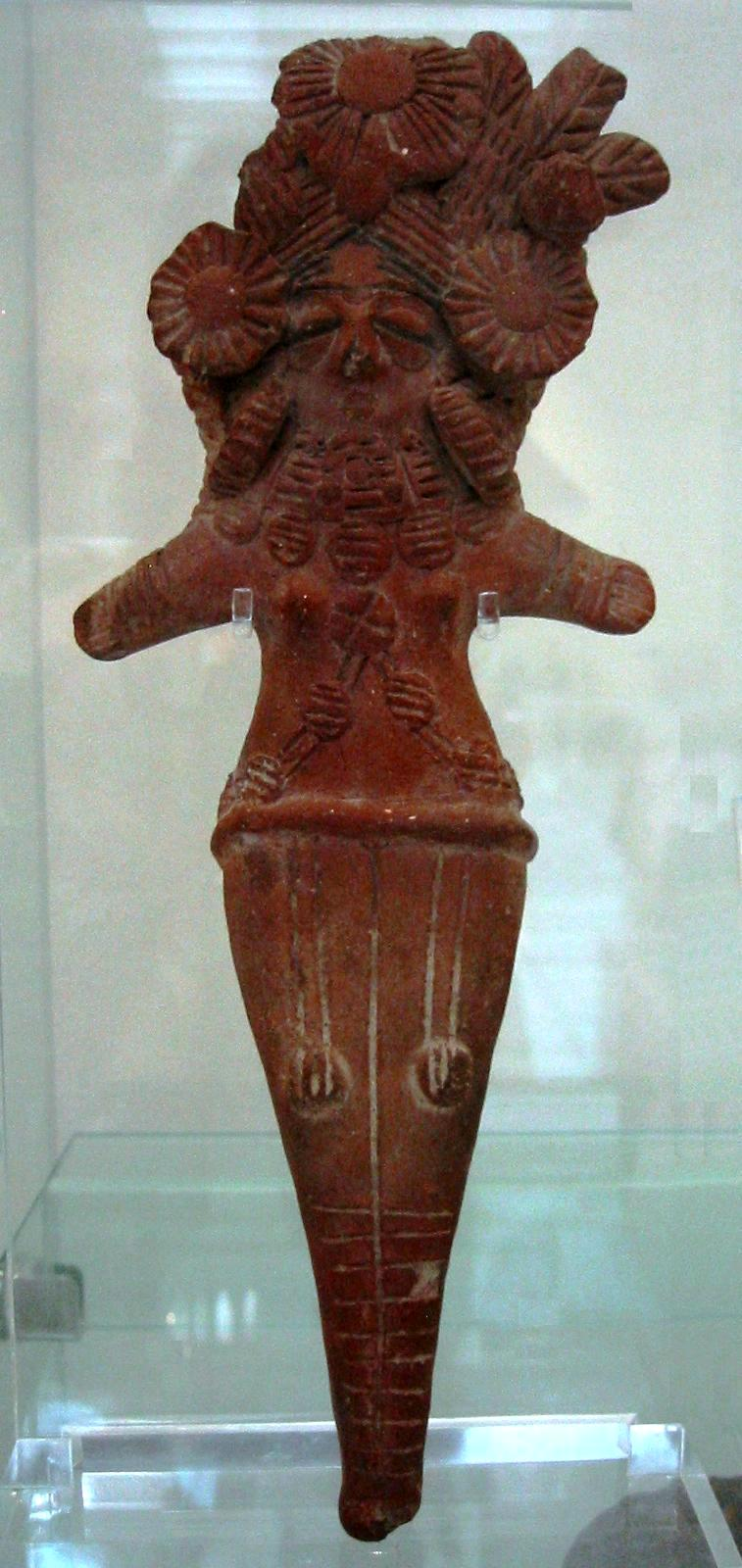
Богиня-Матір. Гандхара. Музей Вікторії і Альберта.

Наступний халіф аль-Махді (роки правління 775—785) мав інший напрям в політиці, наказавши аббасидській армії зруйнувати у Валабсі буддійські монастирі і джайнійські храми. Хоча в той час монастир Нава Віхар все ще функціонував, його можливості були обмежені, і для того щоб вступити в монастир була потрібна серйозна попередня підготовка. При цьому ісламська культура та освіта високого рівня були більш доступними. Міцними позиції буддизму залишалися в основному в середовищі бідняків сільсько
місцевості, головним чином як молитовні практики в релігійних місцях.
На цій території також зустрічався індуїзм. Ханський паломник із Китаю Ву Кунг, що відвідав цю територію в 753 році, повідомив про існування як індуїстських, так і буддійських храмів, особливо в Кабульській долині. Індуїзм зміцнював свої позиції в міру ослаблення буддизму в середовищі торгового класу.

## Династії Тахірідів, Саффарідів та індуїстських Шахів
Приблизно в той же час в різних частинах імперії Аббасидів місцеві військові лідери почали створювати незалежні ісламські держави, лише умовно перебувають у підданстві халіфа Багдада. Першою про свою незалежність оголосила північна Бактрія, де в 819 році генерал Тахір заснував династію Тахірідів.
Наступним ісламським генералом, який оголосив незалежність, був аль-Саффар. У 861 році його наступник заснував в південно-східному Ірані династію Саффарідів. Отримавши контроль над частиною, що залишилася Ірану, Саффаріди в 870 році вторглись в Кабульську долину. Під загрозою неминучої поразки, останній буддистський правитель тюркських шахів був повалений своїм міністром-брахманом Калларом. Залишивши Кабул і Нагарахару Саффарідам, Каллар заснував династію індуїстських Шахів в Пенджабській частині Гандхари.
Саффаріди були дуже злопам'ятними загарбниками. Вони грабували буддійські монастирі Кабульської долини і Баміан і відсилали статуї «будд-ідолів» халіфу як військові трофеї. Ця груба військова окупація була першим серйозним ударом по буддизму в Кабульському регіоні.

## Династії Саманідів, Газневідів і Сельджуків
У своїх володіннях Саманіди поневолили тюркські племена і мобілізували їх на військову службу в армію. Якщо солдати приймали іслам, їм дарували умовну свободу. Тим не менш, Саманідам складно було підтримувати контроль над цими людьми. У 962 році Алп-Тегін, один з тюркських воєначальників, які прийняли іслам, захопив Газні (сучасний Газні), яка розташована на південь від Кабула. У 976 році його наступник Себук-Тегін (роки правління 976—997) заснував там імперію Газневидів як васал Аббасидів. Незабаром він відвоював Кабульську долину у індуїстських Шахів, відтіснивши їх назад в Гандхару.
В 999 році наступний правитель династії Газневидів Махмуд Газневі (роки правління 998—1030) скинув Саманідів за допомогою тюркських рабів-солдатів, які знаходились у них на військовій службі. Імперія Газневидів тепер включала Бактрію і південь Согдіани. Крім того Махмуд Газневі захопив більшу частину Ірану. Він продовжив політику Саманідів, яка полягає у підтримці перської культури і в терпимості до немусульманськич релігій. Аль-Біруні, перський вчений і письменник, який перебував на службі при дворі Газневидів, писав про те, що на рубежі тисячоліть буддійські монастирі в Бактрії, включаючи монастир Нава Віхар, все ще діяли. Махмуд також мав намір завершити вигнання індуїстських Шахів, розпочате його батьком. Тому він напав і вигнав індуїстських Шахів з Гандхари, а потім з Гандхари вирушив далі, щоб захопити Мултан.
Багато буддійських посилань на перську літературу цього періоду також свідчать про ісламо-буддійські культурні зв'язки. Наприклад, в перській поезії при описі місць часто використовується порівняння: вони були «так прекрасні, як Навбахар (Нава Віхар)». Крім того, в Нава Віхар і Баміані, будди, особливо прийдешній будда Майтрея, зображувалися з місячним диском позаду голови. Завдяки цьому з'явилася поетичний опис чистої краси, в якому особа людини порівнюється з «подібною місяцю, особою будди».

## Монгольський період
У 1215 році Чингіз-хан, засновник Монгольської імперії, відвоював Афганістан у Гурідів. Згідно з тими ж принципами, яким він слідував в інших країнах, Чингіз-хан знищив і розорив їх землі. Неясно, яким чином елементи буддизму,що все ще залишалися в Афганістані, вижили цього разу. Чингіз-хан був терпимим до всіх релігій до тих пір, поки їхні лідери молились за його довге життя і військовий успіх. У 1219 році, наприклад, він викликав з Китаю до Афганістану відомого даоського майстра, щоб той зробив для нього обряди довгого життя і приготував йому еліксир безсмертя.

## Мистецтво Гандхари
На території Гандхари в перші століття до н. е.. — перші століття н. е.. існувало своєрідне мистецтво однієї з провідних художніх шкіл часу Кушанського царства, що отримала назву гандхарської. Школа мистецтва Гандхари процвітала на північному заході нерозділеної Індії та в східному Афганістані протягом майже 800 років, в період між I ст. до н. е. і VII ст. н.е.
Мистецтво Гандхари тісно пов'язане з буддизмом. Його головні досягнення відносяться до скульптури — статуї Будди, бодхісатв та ін. персонажів буддійського пантеону, рельєфи із зображенням сцен з життя Будди, що прикрашали культові споруди (ступи, монастирі) в Таксілі, районі Пешавара та ін. Тут був вироблений ідеалізований канонічний образ Будди, композиційні схеми рельєфів, символіка. У науці існують різні точки зору на хронологічні рамки гандхарської школи, внутрішню періодизацію, сприйняті школою художні впливи. Безсумнівно, що мистецтво Гандхари формувалося на основі художніх традицій північно-західної Індії під впливом елліністичної пластики; надалі посилювалися греко-римський і середньоазіатський вплив, традиції гандхарської школи зіграли велику роль у розвитку середньовічного мистецтва Середньої, Центральної і Східної Азії. Кажуть, що художник школи Гандхари мав руку грека, але голову і серце — індійця. І хоча процес виробництва і манера використання ним матеріалу були елліністичними, його основний порив, політ уяви і іконографія залишалися індійськими.
| Статуя Бодхісаттви. Пакистан, Гандхара, Кушанський період I—III століття. | Бодхісаттва Майтрея, Пакистан (ІІІ століття) — Музей Метрополітен, Нью-Йорк | Бодхісаттва Авалокітешвара, Гандхара, Бронзовий виріб з високим вмістом олова. Музей Гіме, Париж. | Бодхісаттва Майтрея, Гандхара, II—III ст. | Бодхісаттва, Пакистан, Гандхара, 3-4 століття, сірі сланці, Гонолулу, Академія мистецтв |

Кушани мали тісні зв'язки з Римом і Грецією. У своїй інтерпретації буддійських легенд художники Гандхари багато запозичили з класичного мистецтва Риму і з грецької міфології, зображуючи ангелів з гірляндами, тритонів з хвостами риб і кінськими копитами, Центавр з людськими головами, руками і тілом, використовуючи спіральні й текучі лінії. В результаті цього з'явився Будда з кучерявим волоссям, м'язами і вусами. Гаутама виглядав як юний Аполлон, грецький бог Сонця, що символізував собою красу і силу і одягнений в широкі шати. При розкопках в східному і центральному Афганістані, що знаходився під впливом буддизму секти Махаяна після історичного розколу в Парішіпурі (нинішньому Пешаварі в Пакистані) в дні правління Канишки Великого, було виявлено велику кількість фігурок Будди з глини.
| Будда на колоні | Атлант, який підтримує буддійський монумент, Хадда | Свято з вином, Хадда, (I-II століття). | Грецька декорація Хадда | Грецька сцена, Гандхара, I століття. |

## Хронологія
- 2300 — 1700 до н. е. — цивілізація долини Інду.
- 1700 — 520 до н. е. — немає свідчень.
- 520 — 400 до н. е. — Імперія Ахеменідів.
- 329 — 316 до н. е. — окупована Александром Македонським і його воєначальниками
- 326 — 180 до н. е. — увійшла до складу Імперії Маур'їв, заснованої Чандраґуптою. Звернена в буддизм царем Ашокою (273 — 232 до н. е.).
- 180 — 10 до н. е. — у складі Індо-грецького царства, пережила короткі вторгнення індо-скіфів близько 100 до н. е..
- 10 до н. е. — 20 н. е. — Кушанська імперія юечжі.
- 20 — 75 — Парфянське вторгнення, Індо-Парфянське царство. Правління воєначальника Аспаварми[en].
- 75 — 230 — Кушанська імперія.
- 230–300 — Кушаншахи Перська буферна держава, залежна від Персії.
- 300–450 — під контролем династії Гуптів.
- 450–565 — ефталіти (Білі гуни).
- 565–712 — місцеві правителі.
- 712–850 — під управлінням халіфату.